# 2004年市民緊急事態法
2004年市民緊急事態法（2004ねんしみんきんきゅうじたいほう、英語: Civil Contingencies Act 2004）は、民間における緊急事態について定めたイギリスの法律。20世紀の市民防衛法や緊急権力法を置き換える法律となっている。

## 背景と概要
1998年人権法の制定やアメリカ同時多発テロなどを受けて、国家緊急権（英語: emergency powers）を規定する新しい法律として制定されたものである。1998年人権法以外の法律を議会を経ずに一時的に改正する事を可能にする。
2004年市民緊急事態法により、1939年市民防衛法、1939年市民防衛法 (北アイルランド)、1948年市民防衛法と1950年市民防衛法 (北アイルランド)が廃止された（附則3）。これらの市民防衛法は第二次世界大戦の最中と直後に制定されたこともあり、市民への保護のうち「市民防衛」（「実際の戦闘以外で、外国による敵対的攻撃への防衛」と定義される）のみ定めていたが、2004年市民緊急事態法における「緊急事態」（emergency）の定義はそれよりはるかに広く、戦争のほかにもテロリズム、イギリスに重大な環境被害を与える事件、イギリスにおける人間福祉に重大な被害を与える事件が含まれる（第1条1項、第19条1項）。また、それまでの法律では緊急事態において義務が課されるのは地方自治体、警察自治体、消防自治体の一部だけだったが、2004年市民緊急事態法では義務が課される組織が広げられた。緊急事態の定義と義務を課される組織の両方が長年大規模に改正されなかったため、2000年代初期の燃料デモ、2000年秋の洪水、2001年の口蹄疫流行といった事件への対処には不十分であると判断された。
これらの事件への対応として、副首相ジョン・プレスコットは緊急事態への対処計画についての再検討を発表した。この差異検討では市民協議（public consultation）が行われ、現行法では不十分であり新法制定が必要であるという結論になった。その後、法案の草案が提出され、市民緊急事態法草案に関する共同委員会（Joint Committee on the Draft Civil Contingencies Bill）の審議を受けた。
2004年市民緊急事態法により、警察地域ごとに地方回復力フォーラム（Local Resilience Forum (LRF)）が設立され、緊急事態の対応義務のある組織にはリスクアセスメント、コミュニティリスク登録簿（Community Risk Register）の作成と公開が義務付けられた。コミュニティリスク登録簿作成の目的は、緊急事態に向けての計画がリスクと比例した程度になるよう保障することである。
2004年市民緊急事態法の第1部は各組織による、緊急事態に向けた準備義務について定め、第2部は大規模な緊急事態において政府に大幅な権限を一時的に与えること（国家緊急権）を定め、第3部は現行法の微調整（第32条）、短縮タイトル（第36条）などの細かい関連立法となっている。緊急事態において、政府は枢密院勅令により緊急情況規例（mergency regulations）を制定でき（第20条）、そのような規例は最大30日間有効となる（第26条）。緊急情況規例をもって2004年市民緊急事態法第2部と1998年人権法を改正することはできない（第23条）。野党の保守党と自由民主党はこれらの2法以外にも1679年人身保護法、1689年の権利の章典、1701年王位継承法、1958年一代貴族法、1999年貴族院法などイギリスの憲法にかかわる制定法を改正できないよう働きかけたが、失敗に終わった。

## 施行
2004年市民緊急事態法の施行令は下記の通り：
- The Civil Contingencies Act 2004 (Commencement No. 1) Order 2004 (S.I. 2004/3281 (C. 148))
- The Civil Contingencies Act 2004 (Commencement No. 2) Order 2005 (S.I. 2005/772 (C. 33))
- The Civil Contingencies Act 2004 (Commencement No. 3) Order 2005 (S.I. 2005/2040 (C. 89))
- The Civil Contingencies Act 2004 (Commencement) (Scotland) Order 2005 (S.S.I. 2005/493 (C. 26))

## 評価
クライヴ・ウォーカー（Clive Walker）とジム・ブロドリック（Jim Broderick）は2006年の著作において、2004年市民緊急事態法で定められた権限が広範囲にわたり、目的を十分果たせる能力があるが、同法には不公平な点もあると評した。

## 運用

### コロナウイルス
Covid-19の流行に際しては、危険が予め分かっており、法律の”emergency”の条件を満たさないなどの理由で2020年コロナウイルス法の立法で対応された。